# Koupa-Ngagnou
Koupa Ngagnou est une localité camerounaise située dans le groupement de Njintout, relevant de l’arrondissement de Foumban, dans le département du Noun (région de l’Ouest). Ce village de troisième degré a connu plusieurs appellations au fil du temps, notamment Nganou, puis Nkoupa Nganou, avant d’adopter sa dénomination actuelle, Koupa Ngagnou.

## Géographie
Le village est situé à la périphérie de la ville de Foumban, à environ 10 km du centre urbain et de la Sous-préfecture, près de la réserve forestière de Melap. Il se trouve entre les 10° et 11° de longitude Est et entre les 4° et 6° de latitude Nord. Le relief est constitué de mamelons, dont le mont Koupouyieme, point culminant de la zone.

## Population
En 1967, le village comptait 467 habitants, uniquement des Bamoun. Lors du recensement de 2005, la population était estimée à environ 1 675 habitants, principalement des Bamouns et Bororos.

## Infrastructures
Le village possède une école publique, un centre de santé intégré, un marché hebdomadaire chaque dimanche, des bornes fontaines, des puits aménagés, des aires de football, ainsi qu'une voie de communication reliant Koupa-Ngagnou aux villages de Njiloum, Koupa-Matapit et Koufomloum. Il abrite également une église EEC et plusieurs mosquées.

## Culture et administration
Koupa-Ngagnou dispose d'une chefferie traditionnelle qui constitue un élément central de la vie communautaire et culturelle.